# Euxesta stackelbergi
Euxesta stackelbergi är en tvåvingeart som beskrevs av Nina Krivosheina 1995. Euxesta stackelbergi ingår i släktet Euxesta och familjen fläckflugor. Inga underarter finns listade i Catalogue of Life.